# Vrchteplá
Vrchteplá (maďarsky Felsőhéve, do roku 1907 Vrchtepla) je obec v okrese Považská Bystrica v Trenčínském kraji na severozápadě Slovenska. Žije zde 248 obyvatel. První písemná zmínka o obci pochází z roku 1351.